# Anne Isabella Thackeray Ritchie
Anne Isabella, Lady Ritchie (apellido de soltera Thackeray; 9 de junio de 1837 - 26 de febrero de 1919) fue una escritora inglesa, cuyas novelas fueron populares en su época y la convirtieron en una figura central en la escena literaria victoriana tardía. Es reconocida especialmente como la guardiana del legado literario de su padre, el también novelista William Makepeace Thackeray, y por la ficción breve que sitúa las narraciones de cuentos de hadas en un entorno victoriano.

## Vida
Anne Isabella Thackeray nació en Londres,fue la hija mayor de William Makepeace Thackeray y su esposa Isabella Gethin Shawe (1816–1893). Tenía dos hermanas menores: Jane (1839), que murió a los ocho meses, y Harriet Marian "Minny" (1840-1875), que estuvo casada con Leslie Stephen, por lo cual pasó a convertirse en tía adoptiva de Virginia Woolf.
Se cree que fue la inspiración para el personaje de la Sra. Hilbery en la novela de Virginia Woolf Night and Day.
Pasó su infancia en Francia e Inglaterra, donde ella y su hermana estuvieron acompañadas por la futura poeta Anne Evans.
En 1877, se casó con su primo, Richmond Ritchie, que era 17 años menor que ella. Tuvieron dos hijos: Hester y Billy.

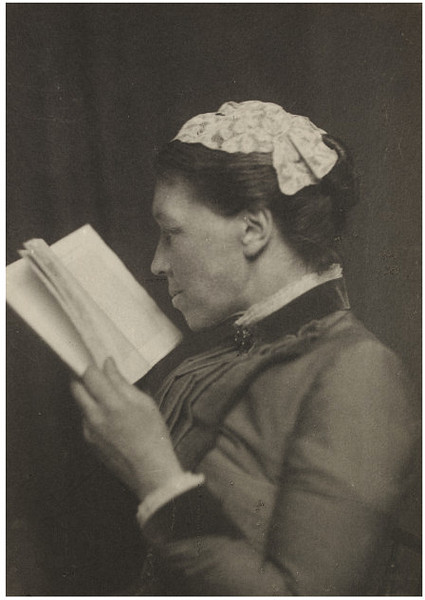
Foto de Lady Ritchie (c. 1890)

## Carrera literaria
En 1863, Anne Isabella publicó The Story of Elizabeth con un éxito inmediato. Varios otros trabajos siguieron:
- El pueblo en el acantilado (1867)
- A Esther y otros bocetos (1869)
- Viejo Kensington (1873)
- Trabajadores y solteronas, y otros ensayos (1874)
- Las llaves de Barba Azul y otras historias (1874)
- Cinco viejos amigos (1875)
- Madame de Sévigné (1881), una biografía con extractos literarios[5]

En otros escritos, hizo un uso inusual de viejas historias populares para representar situaciones y sucesos modernos, como La Bella Durmiente, Cenicienta y Caperucita Roja.
También escribió las cinco novelas:
- Señorita ángel (1875)
- From An Island (1877), una novela semiautobiográfica
- Las divagaciones de la señorita Williamson (1881)
- Un libro de sibilas: Sra. Barbauld, Sra. Opie, señorita Edgeworth, señorita Austen (1883)
- Sra. Dymond (1885; reimpreso en 1890)